# Alexander von Simolin
Alexander Heinrich Alexius Freiherr von Simolin (* 11. April 1788 in Neuhausen bei Libau; † 5. Juli 1866 in Düsseldorf) war ein preußischer Generalmajor und Kommandeur der 2. Kavallerie-Brigade.

## Leben

### Herkunft
Alexander war der Sohn von Karl Nikolaus Alexis von Simolin (* 1756; † 30. Juli 1796) und dessen Ehefrau Sibylle, geborene von Trotta genannt Treyden (* 30. Juni 1758; † 17. Juli 1797). Sein Vater war Herr aus Neuhausen, Weitenfeld und Stirnen in Kurland.

### Militärkarriere
Im Februar 1803 kam Simolin als Junker in das Kürassierregiment „von Borstell“ und avancierte Ende März 1804 zum Kornett. Als solcher nahm er während des Vierten Koalitionskriegs an der Schlacht bei Auerstedt teil und wurde nach der Kapitulation von Magdeburg inaktiv gestellt.
Nach dem Frieden von Tilsit wurde Simolin am 4. September 1807 zum Sekondeleutnant und am 12. Dezember 1807 mit Patent vom 7. Oktober 1807 in das Brandenburgische Kürassier-Regiment versetzt. Als die Preußische Armee mit dem Vorbereitungen für den Angriff auf Kurland begannen, nahm er seine Abschied und erhielt am 1. Mai 1812 seine Demission, um in russische Dienste zu wechseln. Auf russischer Seite nahm Simolin 1812 an den Kämpfen gegen Preußen in Kurland teil. Für das Gefecht bei Eckau erhielt er den Orden der Heiligen Anna III. Klasse, ferner kämpfte er bei Dahlenkirchen und Dünaburg. Am 22. April 1814 kam Simolin als Rittmeister und Eskadronchef in das 2. Husaren-Regiment der russisch-deutschen Legion und wurde bereits am 2. Juni 1814 zum Major befördert. Mit der Legion kämpfte Simolin während der Befreiungskriege bei den Belagerungen von Hamburg, Maulbeuge, Givet sowie in der Schlacht bei Belle Alliance. Für die Schlacht an der Göhrde erhielt Simolin den Orden der Heiligen Anna II. Klasse und für Sehestedt den Orden des Heiligen Wladimir II. Klasse. Er kämpfe ferner bei Namur und erwarb bei Fleurus das Eiserne Kreuz II. Klasse.
Als die Legion in preußische Dienste übertrat, wurde Simolin am 29. März 1815 als Major mit Patent vom 13. April 1814 angestellt. Er kam daraufhin als Eskadronchef in das 11. Husaren-Regiment und stieg Mitte September 1817 zum etatsmäßigen Stabsoffizier auf. Mit der Beförderung zum Oberstleutnant beauftragte man Simolin am 30. März 1829 mit der Führung des 8. Husaren-Regiments. Ein Jahr später erfolgte seine Ernennung zum Regimentskommandeur. In dieser Eigenschaft wurde er am 30. März 1832 mit Patent vom 2. April 1832 zum Oberst befördert. Daran schloss sich ab dem 30. März 1838 eine Verwendung als Kommandeur der 2. Kavallerie-Brigade in Danzig an sowie am 30. März 1839 die Beförderung zum Generalmajor an. In Genehmigung seines Abschiedsgesuches und unter Verleihung des Roten Adlerordens II. Klasse mit Eichenlaub wurde Simolin am 10. März 1842 mit Pension verabschiedet.
Nach seinem Abschied lebte er ein Jahr in Italien, kehrte aber nach Preußen zurück und starb am 5. Juli 1866 in Düsseldorf. Er war von 1840 bis 1843 Herr auf Berghof und Apussen in Kurland.
In seiner Beurteilung aus dem Jahr 1840 schrieb der General von Wrangel: „Sein Charakter und seine Moralität sind von großer Gediegenheit und zeigt er regen Eifer im Dienst, mit dessen Detail er gründlich vertraut ist. Auch ist er als Kommandeur einer Brigade wohl brauchbar, doch als Führer größerer Kavallerieabteilungen würde er dem Staate im Kriege wenig Nutzen bewähren; denn bei den Felddienstübungen, wo sich ihm manche schöne Gelegenheit mit Erfolg zu attackieren darbot, wurde sie nicht benutzt, weil ihm der schnelle Überblick und der Entschluss zum Handeln fehlte. Er ist daher zu höheren Posten durchaus nicht geeignet.“

### Familie
Simolin heiratete am 26. Mai 1838 in Düsseldorf die Bankierswitwe Wilhelmine Henriette Weiland (* 7. März 1803; † 26. Juni 1874) verwitwete Martini. Aus der Ehe ging die Tochter Elisabeth Karoline Wilhelmine (* 28. Februar 1841; † 5. Dezember 1912) hervor, die sich am 10. Juni 1858 mit dem späteren Major und Kommandeur der Militärreitschule in Hannover Goswin Freiherr von Vaerst (* 6. März 1836; † 24. Juni 1882) verheiratete.